# Artoria
Artoria Thorell, 1877 è un genere di ragni appartenente alla famiglia Lycosidae.

## Distribuzione
Le 32 specie note di questo genere sono state reperite in Oceania, Asia e Africa subsahariana: ben 20 specie sono presenti in territorio australiano. Le specie dall'areale più vasto sono la A. parvula reperita in Celebes, nelle Filippine, in Australia (Territorio del Nord) e in Cina; e la A. berenice, rinvenuta in Nuova Caledonia, nel territorio di Vanuatu e in Australia (dal Queensland alla Tasmania).
Le specie rinvenute in territorio africano per lontananza dagli areali principali e per diversità di habitat potrebbero costituire un genere a sé.

## Tassonomia
Il genere è considerato un sinonimo anteriore di Artoriella Roewer, 1960d, in base alle analisi sugli esemplari tipo di Artoria flavimana Simon, 1909 e anche di Trabaeola Roewer 1960d, in base alle analisi sugli esemplari tipo di Trabaeosa lineata (L. Koch, 1877); entrambe sono state effettuate dall'aracnologo Framenau nel 2002.
Inoltre è sinonimo anteriore anche di Lycosula Roewer 1960d, in base allo studio sugli esemplari tipo di Lycosella thorelli Berland, 1929, effettuato anche da Framenau (2007a). Il tutto contra analoghe considerazioni sviluppate dall'aracnologo Guy nel 1966 che ritiene Artoriella Roewer, 1960d, un sottogenere di Artoria; e anche contra appunti di Brignoli del 1983 che omette proprio di citare Trabaeola in quanto le specie inserite in questo genere da Roewer 1960d sono state ritenute nomina dubia a seguito di un lavoro di Russell-Smith del 1982.
Non sono stati esaminati esemplari di questo genere dal 2012.
Attualmente, ad agosto 2016, si compone di 32 specie:
1. Artoria albopedipalpis Framenau, 2002 — Victoria (Australia)
2. Artoria albopilata (Urquhart, 1893) — dal Queensland (Australia) all'Australia meridionale, Tasmania
3. Artoria alta Framenau, 2004 — Nuovo Galles del Sud (Australia)
4. Artoria amoena (Roewer, 1960) — Congo
5. Artoria avona Framenau, 2002 — Australia meridionale, Victoria
6. Artoria berenice (L. Koch, 1877) — dal Queensland (Australia) alla Tasmania, Nuova Caledonia, Vanuatu
7. Artoria cingulipes Simon, 1909 — Australia occidentale, Australia meridionale
8. Artoria flavimana Simon, 1909 — dall'Australia occidentale al Nuovo Galles del Sud (Australia)
9. Artoria gloriosa (Rainbow, 1920) — Isola Lord Howe
10. Artoria hebridisiana (Berland, 1938) — Nuove Ebridi
11. Artoria hospita Vink, 2002 — Nuova Zelanda
12. Artoria howquaensis Framenau, 2002 — Australia meridionale, Victoria
13. Artoria impedita (Simon, 1909) — Australia occidentale
14. Artoria ligulacea (Qu, Peng & Yin, 2009) — Cina
15. Artoria lineata (L. Koch, 1877) — Australia meridionale, dal Nuovo Galles del Sud (Australia) alla Tasmania
16. Artoria linnaei Framenau, 2008 — Australia occidentale
17. Artoria lycosimorpha Strand, 1909 — Sudafrica
18. Artoria maculatipes (Roewer, 1960) — Namibia
19. Artoria mckayi Framenau, 2002 — dal Queensland (Australia) alla Tasmania
20. Artoria minima (Berland, 1938) — Nuove Ebridi
21. Artoria palustris Dahl, 1908 — Nuova Guinea, Arcipelago delle Bismarck
22. Artoria parvula Thorell, 1877[2] — Filippine, Celebes (Indonesia), Territorio del Nord (Australia), Cina
23. Artoria pruinosa (L. Koch, 1877) — Nuovo Galles del Sud (Australia)
24. Artoria quadrata Framenau, 2002 — Queensland (Australia), Nuovo Galles del Sud (Australia), Victoria
25. Artoria schizocoides Framenau & Hebets, 2007 — Australia occidentale
26. Artoria segrega Vink, 2002 — Nuova Zelanda
27. Artoria separata Vink, 2002 — Nuova Zelanda
28. Artoria taeniifera Simon, 1909 — Australia occidentale, Nuovo Galles del Sud (Australia)
29. Artoria thorelli (Berland, 1929) — Isole Samoa, Isole Marchesi
30. Artoria triangularis Framenau, 2002 — Australia meridionale, dal Queensland (Australia) alla Tasmania
31. Artoria ulrichi Framenau, 2002 — Nuovo Galles del Sud (Australia), Victoria
32. Artoria victoriensis Framenau, Gotch & Austin, 2006 — Australia meridionale, Nuovo Galles del Sud (Australia), Victoria

### Specie trasferite
- Artoria fascicularis Purcell, 1903; trasferita al genere Proevippa Purcell, 1903[1].
- Artoria maura (Urquhart, 1892); trasferita al genere Anoteropsis L. Koch, 1878

### Sinonimi
- Artoria ambrymiana (Berland, 1938) trasferita dal genere Lycosa e posta in sinonimia con A. berenice (L. Koch, 1877) a seguito di un lavoro dell'aracnologo Framenau del 2005[1].
- Artoria luwamata Barrion & Litsinger, 1995; posta in sinonimia con A. parvula Thorell, 1877 a seguito di un lavoro dell'aracnologo Framenau del 2002.
- Artoria naeviella (Roewer, 1951); trasferita dal genere Hogna e posta in sinonimia con A. berenice (L. Koch, 1877) a seguito di un lavoro dell'aracnologo Framenau del 2005.
- Artoria neboissi (McKay, 1976); trasferita dal genere Lycosa e posta in sinonimia con A. flavimana Simon, 1909 a seguito di un lavoro dell'aracnologo Framenau del 2002.
- Artoria versicolor (L. Koch, 1877); posta in sinonimia con A. berenice (L. Koch, 1877) a seguito di un lavoro dell'aracnologo Framenau del 2005.

### Nomen dubium
- Artoria australiensis (L. Koch, 1877); esemplare juvenile, reperito nel Nuovo Galles del Sud (Australia), originariamente ascritto al genere Trabea, spostato in Trabaeola dall'aracnologo Roewer (1960d), a seguito di due lavori più recenti: Russell-Smith del 1982 e Framenau del 2002, è da ritenersi nomen dubium[1].